# Defensa Alekhine
|       |       |       |       |       |       |       |       |       |  |
|       | a8 rd | b8 nd | c8 bd | d8 qd | e8 kd | f8 bd | g8    | h8 rd |  |
| a7 pd | b7 pd | c7 pd | d7 pd | e7 pd | f7 pd | g7 pd | h7 pd |       |  |
| a6    | b6    | c6    | d6    | e6    | f6 nd | g6    | h6    |       |  |
| a5    | b5    | c5    | d5    | e5    | f5    | g5    | h5    |       |  |
| a4    | b4    | c4    | d4    | e4 pl | f4    | g4    | h4    |       |  |
| a3    | b3    | c3    | d3    | e3    | f3    | g3    | h3    |       |  |
| a2 pl | b2 pl | c2 pl | d2 pl | e2    | f2 pl | g2 pl | h2 pl |       |  |
| a1 rl | b1 nl | c1 bl | d1 ql | e1 kl | f1 bl | g1 nl | h1 rl |       |  |
|       |       |       |       |       |       |       |       |       |  |

La Defensa Alekhine (toma su nombre del campeón mundial de ajedrez Alexander Alekhine), en ajedrez, es una apertura considerada semiabierta que queda planteada tras el movimiento (en notación algebraica):
1.e4 Cf6
Parece que el inventor de la misma fue John Allgaier (1763-1823), quien la citó por primera vez en su Neue Theoretichs-Practische Anweisung zum Schachspiel, pero Alekhine la adoptó y difundió por todo el mundo en los años 20.
Una posible continuación es:
2.e5 Cd5
3.c4 Cb6
4.d4
Las negras evitan poner un peón en el centro y no dan un objetivo de ataque al bando rival. En contraparte intentan la eliminación del peón central contrario, forzando su defensa o su avance en una fase temprana de la apertura con lo que intentan debilitarlo y tomar la iniciativa.
Es una apertura muy aguda, pero debido al juego restringido de las negras, pocas veces es vista en juegos de Grandes Maestros.
La Defensa Alekhine (ECO B02-B05) es una de las más sorprendentes defensas del ajedrez. Aparentemente viola todos los principios de la apertura, pero no es en vano. El persistente ataque sobre el caballo obliga al blanco a avanzar los peones demasiado, tanto que es difícil apoyarlos con piezas desde atrás. Será en el ataque a esos peones donde el negro tenga sus oportunidades. La Defensa Alekhine es una defensa moderna que incorpora las ideas de la escuela hipermoderna de ajedrez. Esta defensa ya era conocida anteriormente pero estaba refutada por los Grandes Maestros de la época. Fue Alexander Alekhine quien la jugó por primera vez en el torneo de Grandes Maestros en Budapest (1921). La partida fue entre Endre Steiner - Alexander Alekhine; donde ganaron las negras demostrando la versatilidad de la defensa. Todo el posterior desarrollo de la apertura, y análisis fueron del austriaco Ernst Franz Grünfeld.
Línea principal
1.e4 Cf6
1.e4 Cf6 2.e5 Línea principal
1.e4 Cf6 2.e5 Cd5
1.e4 Cf6 2.e5 Cd5 3.d4 ( o por transposición 3.c4)
1.e4 Cf6 2.e5 Cd5 3.d4 d6 4.c4 (o por transposición 3.c4 Cb6 4.d4 d6)
1.e4 Cf6 2.e5 Cd5 3.d4 d6 4.c4 Cb6 5.f4 Ataque de los cuatro peones
1.e4 Cf6 2.e5 Cd5 3.d4 d6 4.c4 Cb6 5.f4 dxe5 6.fxe5 Af5 7.Cc3 e6 8.Cf3 Ae7 9.Ae2 0-0 10.0-0 f6
1.e4 Cf6 2.e5 Cd5 3.d4 d6 4.c4 Cb6 5.f4 dxe5 6.fxe5 Cc6
1.e4 Cf6 2.e5 Cd5 3.d4 d6 4.c4 Cb6 5.f4 dxe5 6.fxe5 Cc6 7.Cf3 Ag4 8.e6 fxe6 9.c5
1.e4 Cf6 2.e5 Cd5 3.d4 d6 4.c4 Cb6 5.f4 dxe5 6.fxe5 Cc6 7.Ae3
1.e4 Cf6 2.e5 Cd5 3.d4 d6 4.c4 Cb6 5.f4 dxe5 6.fxe5 Cc6 7.Ae3 Af5 8.Cc3 e6 9.Cf3 Dd7 10.Ae2 0-0-0 11.0-0 Ae7
1.e4 Cf6 2.e5 Cd5 3.d4 d6 4.c4 Cb6 5.f4 g5
1.e4 Cf6 2.e5 Cd5 3.d4 d6 4.c4 Cb6 5.f4 Af5
1.e4 Cf6 2.e5 Cd5 3.d4 d6 4.c4 Cb6 5.exd6 Variante del cambio
1.e4 Cf6 2.e5 Cd5 3.d4 d6 4.c4 Cb6 5.exd6 cxd6 6.Cf3 g6 7.Ae2 Ag7 8.0-0 0-0 9.h3 Cc6 10.Cc3 Af5 11.Af4
1.e4 Cf6 2.e5 Cd5 3.d4 d6 4.Cf3 Variante moderna
1.e4 Cf6 2.e5 Cd5 3.d4 d6 4.Cf3 dxe5
1.e4 Cf6 2.e5 Cd5 3.d4 d6 4.Cf3 Cb6
1.e4 Cf6 2.e5 Cd5 3.d4 d6 4.Cf3 g6 Variante del fianchetto
1.e4 Cf6 2.e5 Cd5 3.d4 d6 4.Cf3 g6 5.Ac4 Cb6 6.Ab3 Ag7 7.a4
1.e4 Cf6 2.e5 Cd5 3.d4 d6 4.Cf3 Ag4
1.e4 Cf6 2.e5 Cd5 3.d4 d6 4.Cf3 Ag4 5.Ae2 c6
1.e4 Cf6 2.e5 Cd5 3.d4 d6 4.Cf3 Ag4 5.h3
1.e4 Cf6 2.e5 Cd5 3.d4 d6 4.Cf3 Ag4 5.c4
1.e4 Cf6 2.e5 Cd5 3.d4 d6 4.Cf3 Ag4 5.c4 Cb6 6.d5
1.e4 Cf6 2.e5 Cd5 3.Ac4 Cb6 4.Ab3 c5 5.d3
1.e4 Cf6 2.e5 Cd5 3.Cc3 Ataque Saemisch
1.e4 Cf6 2.e5 Cd5 3.b3
1.e4 Cf6 2.e5 Cd5 3.c4
1.e4 Cf6 2.e5 Cd5 3.c4 Cb6 4.b3
1.e4 Cf6 2.e5 Cd5 3.c4 Cb6 4.c5
1.e4 Cf6 2.e5 Cd5 3.c4 Cb6 4.c5 Cd5 5.Ac4 e6 6.Cc3 d6 Ataque de los dos peones
|       |       |       |       |       |       |       |       |       |  |
|       | a8 rd | b8 nd | c8 bd | d8 qd | e8 kd | f8 bd | g8    | h8 rd |  |
| a7 pd | b7 pd | c7 pd | d7    | e7 pd | f7 pd | g7 pd | h7 pd |       |  |
| a6    | b6    | c6    | d6    | e6    | f6 nd | g6    | h6    |       |  |
| a5    | b5    | c5    | d5 pd | e5    | f5    | g5    | h5    |       |  |
| a4    | b4    | c4    | d4    | e4 pl | f4    | g4    | h4    |       |  |
| a3    | b3    | c3 nl | d3    | e3    | f3    | g3    | h3    |       |  |
| a2 pl | b2 pl | c2 pl | d2 pl | e2    | f2 pl | g2 pl | h2 pl |       |  |
| a1 rl | b1    | c1 bl | d1 ql | e1 kl | f1 bl | g1 nl | h1 rl |       |  |
|       |       |       |       |       |       |       |       |       |  |

1.e4 Cf6 2.e5 Cd5 3.d4
1.e4 Cf6 2.e5 Cd5 3.d4 b5
1.e4 Cf6 2.e5 Cd5 3.d4 d6
1.e4 Cf6 2.e5 Cd5 3.d4 d6 4.Ac4
1.e4 Cf6 2.Cc3 d5 Variante escandinava
1.e4 Cf6 2.Cc3 d5 3.e5 d4 Variante Wyatt Earp

## Variante Escandinava
La razón de este nombre de la apertura es porque la disposición de los peones corresponden a la Defensa escandinava. La diferencia es que ahora tanto el caballo en c3 como el caballo negro de f6 ya están desarrollados. Si las blancas toman el peón en d5, se suele intercambiar los caballos también y el resultado final es el que aparece en el diagrama.
línea principal
1.e4 Cf6 2.Cc3 d5 3.exd5 Cxd5 4.Cxd5 Dxd5
|       |       |       |       |       |       |       |       |       |  |
|       | a8 rd | b8 nd | c8 bd | d8    | e8 kd | f8 bd | g8    | h8 rd |  |
| a7 pd | b7 pd | c7 pd | d7    | e7 pd | f7 pd | g7 pd | h7 pd |       |  |
| a6    | b6    | c6    | d6    | e6    | f6    | g6    | h6    |       |  |
| a5    | b5    | c5    | d5 qd | e5    | f5    | g5    | h5    |       |  |
| a4    | b4    | c4    | d4    | e4    | f4    | g4    | h4    |       |  |
| a3    | b3    | c3    | d3    | e3    | f3    | g3    | h3    |       |  |
| a2 pl | b2 pl | c2 pl | d2 pl | e2    | f2 pl | g2 pl | h2 pl |       |  |
| a1 rl | b1    | c1 bl | d1 ql | e1 kl | f1 bl | g1 nl | h1 rl |       |  |
|       |       |       |       |       |       |       |       |       |  |

Aquí las negras aparte de igualar en solo 4 movimientos la partida, tienen la posibilidad de jugar a ganar porque su dama ya está desarrollada y no existe el caballo de c3 para expulsarla. Por tanto, las negras tienen la iniciativa y con e5 tienen un juego muy activo y peligroso.

## Variante Wyatt Earp

### Historia
La defensa Alekhine es una de las defensas más agudas e ingeniosas que existen en la actualidad. Pertenece al grupo aperturas hipermodernas donde el negro quiere controlar el centro con piezas y luego más tarde ocuparlo con el avance de peones. No suele usarse en la práctica magistral debido a que las posiciones suelen tender a la igualdad. Y las negras están buscando llegar al final para aprovechar los avances del peón e5, donde en un final las negras tienen ventaja.
|       |       |       |       |       |       |       |       |       |  |
|       | a8 rd | b8 nd | c8 bd | d8 qd | e8 kd | f8 bd | g8    | h8 rd |  |
| a7 pd | b7 pd | c7 pd | d7    | e7 pd | f7 pd | g7 pd | h7 pd |       |  |
| a6    | b6    | c6    | d6    | e6    | f6 nd | g6    | h6    |       |  |
| a5    | b5    | c5    | d5    | e5 pl | f5    | g5    | h5    |       |  |
| a4    | b4    | c4    | d4 pd | e4    | f4    | g4    | h4    |       |  |
| a3    | b3    | c3 nl | d3    | e3    | f3    | g3    | h3    |       |  |
| a2 pl | b2 pl | c2 pl | d2 pl | e2    | f2 pl | g2 pl | h2 pl |       |  |
| a1 rl | b1    | c1 bl | d1 ql | e1 kl | f1 bl | g1 nl | h1 rl |       |  |
|       |       |       |       |       |       |       |       |       |  |

Como siempre ocurre en ajedrez la posición se puede complicar hasta que se llega a posiciones muy agudas de doble filo. La primera vez que se jugó la defensa Alekhine en un campeonato del mundo fue Bobby Fischer frente Borís Spaski en Reykiavik (1972) donde se jugó en dos ocasiones. La primera partida fue la variante moderna del fianchetto (línea inferior) donde se impuso Fischer con negras. La siguiente vez en el mismo campeonato se jugó la variante clásica y la partida acabó en tablas. Recientemente el noruego Magnus Carlsen ha contribuido bastante a la defensa Alekhine con su contribución a la variante Moderna - Carlsen, jugada por él en torneos de rápidas. Más tarde en ajedrez clásico ha tenido muy buenas partidas con victorias, empleando sus líneas de apertura (ver partida Veselin Topalov-Magnus Carlsen 2008).
Su referencia al nombre de Wyatt Earp se debe a la rapidez en simplificar la posición, recordando los antiguos duelos del oeste donde Wyatt siempre tuvo suerte ya que murió de viejo y se enfrentó en numerosas ocasiones a duelos y tiroteos. Esta variante aparece citada en libros especializados de la defensa Alekhine pero solo vienen pocas citas de partidas de maestros que llegaron a tablas. Nadie ha desarrollado esta variante precisamente por su gran igualdad.

### Ideas estratégicas y Psicología de la variante
Cuando las blancas no quieren entrar en líneas principales de la Defensa Alekhine, suelen jugar 1.e4 Cf6 2.Cc3, intentando sacar al negro de la teoría. Las blancas intentan trasponer a una Apertura vienesa o líneas desconocidas para las negras. Las negras juegan 2... d5 entrando en la variante escandinava mencionada anteriormente. Precisamente ese ataque al centro con 2...d5 está provocando de nuevo a la que las blancas avancen el peón a e5 que es la idea general de la Defensa Alekhine.
Pero ahora el caballo negro no puede ir a d5; entonces las negras juegan 3... d4 atacando el caballo blanco de c3. Hay que resaltar que las blancas al entrar en esta variante demuestran su poca convicción en ganar y están buscando las tablas cómodas y rápidas. Es debido a este conformismo de las blancas, la base de desarrollo de la variante Wyatt Earp porque las blancas psicológicamente están preparadas para hacer tablas rápidas sin complicaciones. las negras trataran de complicar la partida que se desarrolla plenamente en un medio juego sin damas llegando al final de peones.
Línea principal
|       |       |       |       |       |       |       |       |       |  |
|       | a8 rd | b8 nd | c8 bd | d8    | e8 kd | f8    | g8    | h8 rd |  |
| a7 pd | b7 pd | c7 pd | d7    | e7 pd | f7 pd | g7 bd | h7 pd |       |  |
| a6    | b6    | c6    | d6    | e6    | f6    | g6    | h6    |       |  |
| a5    | b5    | c5    | d5    | e5    | f5    | g5    | h5    |       |  |
| a4    | b4    | c4    | d4    | e4    | f4    | g4    | h4    |       |  |
| a3    | b3    | c3    | d3    | e3    | f3    | g3    | h3    |       |  |
| a2 pl | b2 pl | c2 pl | d2 bl | e2    | f2 pl | g2 pl | h2 pl |       |  |
| a1    | b1    | c1 kl | d1 rl | e1    | f1 bl | g1 nl | h1 rl |       |  |
|       |       |       |       |       |       |       |       |       |  |

1.e4 Cf6 2.Cc3 d5 3.e5 d4 4.exf6 dxc3 5.fxg7 6.cxd2+ 6.Dxd2 Dxd2+ 7.Axd2 Axg7 8.O-O-O
En la variante principal se puede apreciar que la estructura de peones es peor para las negras que tiene 3 grupos de peones, primer un grupo (peón h), segundo grupo (peones f y e), tercer grupo (peones c,b,a). En cambio las blancas mantienen dos grupos de peones (abc y fgh). Las blancas tratarán de llegar al final para intentar crear un peón pasado y ganar.
Las negras por su parte aunque tienen peor estructura de peones, pueden sacar sus piezas mejor, para que sean más activas que las blancas complicando el juego. Las negras intentarán avanzar sus peones e y f para ganar espacio y limitar los movimientos del blanco.Con todo lo dicho anteriormente hay que aclarar que el juego está igualado, y un juego tranquilo se debería llegar a las tablas. Pero esto es ajedrez y puede ocurrir cualquier cosa.
Negras: 
Las negras no deben cambiar piezas y complicar su leve mayor actividad de piezas menores para crear debilidades en medio juego, ganado algún peón, intentado cambiar su caballo por algún alfil blanco, o debilitando el enroque. La idea principal es enrocar en largo para no perder ni un tiempo en la iniciativa, y apuntar sus dos alfiles al enroque adueñándose de la columna d. Es probable que se cambie una torre para ello. El caballo sale por c6 y después hay que crear debilidades para que tenga buenas casillas vía e5 en adelante. Se debe evitar el cambio de piezas ya que el blanco está deseando simplificar todo.
Cuando las negras quieren complicar más el juego, hay una variante más aguda que consiste en eliminar la debilidad del peón h de las negras. Para ello las negras realizan el enroque corto:
1.e4 Cf6 2.Cc3 d5 3.e5 d4 4.exf6 dxc3 5.fxg7 6.cxd2+ 6.Dxd2 Dxd2+ 7.Axd2 Axg7 8.O-O-O O-O!?
Se consigue que la posición sea más activa. Las torres se colocan en columnas abiertas y los alfiles apuntando al rey blanco y a la vez defendiendo el enroque negro. La idea es controlar y apagar el ataque en el flanco del rey y hacer una avalancha de peones ya que tenemos enroques opuestos. Esta variante es muy interesante y obliga a las blancas a jugar de forma activa para mantener la igualdad.
|       |       |       |       |       |       |       |       |    |  |
|       | a8 rd | b8 nd | c8 bd | d8    | e8    | f8 rd | g8 kd | h8 |  |
| a7 pd | b7 pd | c7 pd | d7    | e7 bd | f7 pd | g7 pd | h7 pd |    |  |
| a6    | b6    | c6    | d6    | e6    | f6    | g6    | h6    |    |  |
| a5    | b5    | c5    | d5    | e5    | f5    | g5    | h5    |    |  |
| a4    | b4    | c4    | d4    | e4    | f4    | g4    | h4    |    |  |
| a3    | b3    | c3    | d3    | e3    | f3    | g3    | h3    |    |  |
| a2 pl | b2 pl | c2 pl | d2 bl | e2    | f2 pl | g2 pl | h2 pl |    |  |
| a1    | b1    | c1 kl | d1 rl | e1    | f1 bl | g1 nl | h1 rl |    |  |
|       |       |       |       |       |       |       |       |    |  |

Blancas: 
La idea estratégica de las blancas es simplificar todas las piezas y llegar al final. Debido a la naturaleza de la variante, las blancas no luchan para ganar sino par hacer tablas. Están esperando simplificar todo y llegar a un final superior de peones donde imponerse si el negro no juega correctamente los finales.
Línea secundaria
1.e4 Cf6 2.Cc3 d5 3.e5 d4 4.exf6 dxc3 5.fxe7 6.cxd2+ 6.Dxd2 Dxd2+ 7.Axd2 Axe7 8.O-O-O O-O
Esta variante es inferior para las blancas porque permite a las negras mantener la estructura de peones 3 a 3 en cada flanco y al enrocar en corto, se produce una lucha de enroques opuestos por la partida.